# 羽音こうき
羽音 こうき（はおと こうき、4月17日 - ）は、日本の漫画家。代表作は『バーヴェリアン四重奏（カルテット）』など。

## 作品リスト

### 漫画作品
- バーヴェリアン四重奏（カルテット）（朝日新聞出版刊）
- はーとふる♥ダイナーズ（冬水社刊）
- 昇-少年-燃（集英社刊）
- TRUTH GARDEN-真実の庭-（徳間書店刊）

### 小説挿絵
- 帽子を捨ててサカナ売ろう（如衣まりや / 講談社X文庫ティーンズハート）
- エクサール騎士団シリーズ（若木未生 / コバルト文庫）
- 午前2時に見る夢（高坂結城 / 徳間書店キャラ文庫）